# 星園すみれ子
星園すみれ子（ほしぞの すみれこ、5月25日 - ）は、日本の漫画家、イラストレーター。東京在住。

## 経歴
2000年、自主映画制作に違和感を感じ始め、映像の代わりにボチボチ漫画を描き始める。以降、コミケ等のイベントで同人誌として販売。
2003年4月「創世記」で第5回アックスマンガ新人賞 林静一個人賞受賞してデビュー。
現在、ホラー系少女漫画誌「ホラーM」「トカゲ」（ぶんか社）に、細々と短編を掲載。

## 単行本
- 『創世記』青林工藝舎、2006年5月。ISBN 978-4883792139。

## 雑誌特集
- 「アックス」Vol.50 （青林工藝舎 2006年4月) ISBN 978-4883792115